# Olympische Jugend-Winterspiele 2012/Eisschnelllauf
Bei den Olympischen Jugend-Winterspielen 2012 in Innsbruck fanden vom 14. bis zum 20. Januar sechs Wettbewerbe im Eisschnelllauf statt. Austragungsort war die Olympiahalle Innsbruck.

## Bilanz

### Medaillenspiegel
| Platz  | Land                | Gold | Silber | Bronze | Gesamt |
| ------ | ------------------- | ---- | ------ | ------ | ------ |
| 1      | Volksrepublik China | 4    | 2      | –      | 6      |
| 2      | Südkorea            | 2    | 1      | 2      | 4      |
| 3      | Niederlande         | 2    | 1      | –      | 2      |
| 4      | Japan               | –    | 3      | 4      | 7      |
| 5      | Belarus             | –    | 1      | –      | 1      |
| 6      | Russland            | –    | –      | 1      | 1      |
| 6      | Norwegen            | –    | –      | 1      | 1      |
| Gesamt | Gesamt              | 8    | 8      | 8      | 24     |

### Medaillengewinner
| Disziplin   | Gold               | Silber             | Bronze               |
| ----------- | ------------------ | ------------------ | -------------------- |
| Männer      |                    |                    |                      |
| 500 m       | Liu An             | Raman Dubowik      | Toshihiro Kakui      |
| 1500 m      | Yang Fan           | Liu An             | Seitaro Ichinohe     |
| 3000 m      | Yang Fan           | Seitaro Ichinohe   | Noh Hyeok-jun        |
| Massenstart | Yang Fan           | Seitaro Ichinohe   | Wassili Puduschkin   |
| Frauen      |                    |                    |                      |
| 500 m       | Jang Mi            | Shi Xiaoxuan       | Martine Lilløy Bruun |
| 1500 m      | Jang Mi            | Sanneke de Neeling | Sumire Kikuchi       |
| 3000 m      | Sanneke de Neeling | Rio Harada         | Jang Su-ji           |
| Massenstart | Sanneke de Neeling | Jang Su-ji         | Sumire Kikuchi       |

## Männer

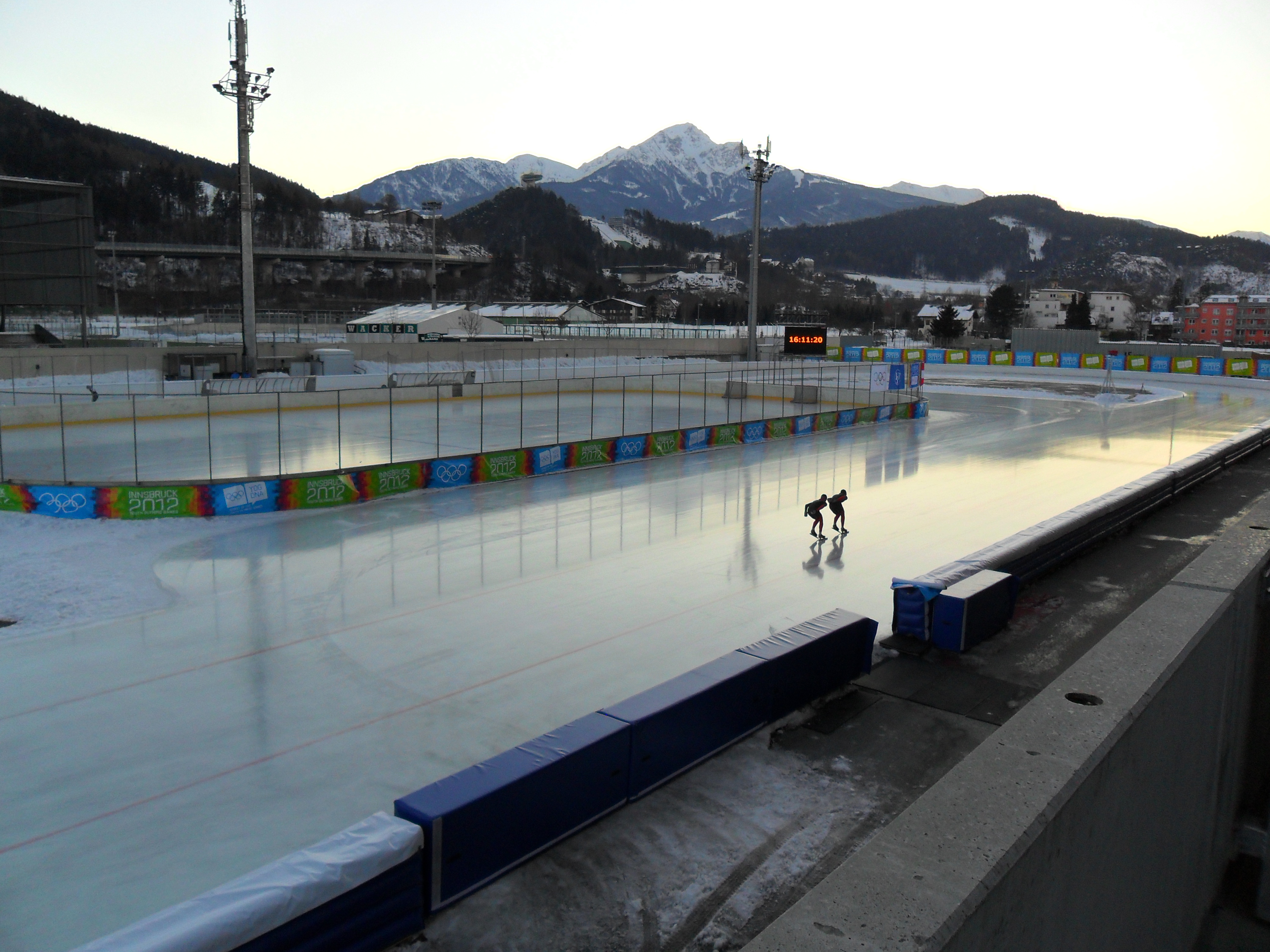
Training an der Eisschnelllaufanlage

### 500 m
| Platz | Land | Sportler           | Zeit     |
| ----- | ---- | ------------------ | -------- |
| 1     | CHN  | Liu An             | 75,50 s  |
| 2     | BLR  | Raman Dubowik      | 77,824 s |
| 3     | JPN  | Toshihiro Kakui    | 77,827 s |
| 4     | RUS  | Wassili Puduschkin | 78,08 s  |
| 5     | KAZ  | Stanislaw Palkin   | 78,44 s  |
| 6     | KOR  | Park Dai-han       | 78,87 s  |

Datum: 14. Januar

Teilnehmer aus deutschsprachigen Ländern:

 Thomas Petutschnigg belegte in 83,17 s den 13. Platz.

 Kenneth Stargardt belegte in 83,89 s den 14. Platz.

### 1500 m
| Platz | Land | Sportler         | Zeit        |
| ----- | ---- | ---------------- | ----------- |
| 1     | CHN  | Yang Fan         | 1:54,20 min |
| 2     | CHN  | Liu An           | 2:00,28 min |
| 3     | JPN  | Seitaro Ichinohe | 2:00,30 min |
| 4     | KOR  | Noh Hyeok-jun    | 2:02,19 min |
| 5     | NED  | Bastijn Boele    | 2:02,28 min |
| 6     | BLR  | Raman Dubowik    | 2:02,47 min |

Datum: 16. Januar

Teilnehmer aus deutschsprachigen Ländern:

 Manuel Vogl belegte mit 2:05,32 min den 13. Platz.

 Niklas Kamphausen belegte mit 2:09,14 min den 16. Platz.

### 3000 m
| Platz | Land | Sportler          | Zeit        |
| ----- | ---- | ----------------- | ----------- |
| 1     | CHN  | Yang Fan          | 4:03,22 min |
| 2     | JPN  | Seitaro Ichinohe  | 4:10,00 min |
| 3     | KOR  | Noh Hyeok-jun     | 4:14,41 min |
| 4     | NED  | Peter Lenderink   | 4:14,93 min |
| 5     | SWE  | Nils van der Poel | 4:15,53 min |
| 6     | RUS  | Michail Kaselin   | 4:19,25 min |

Datum: 18. Januar

Teilnehmer aus deutschsprachigen Ländern:

 Manuel Vogl belegte mit 4:24,27 min den 10. Platz.

 Niklas Kamphausen belegte mit 4:36,58 min den 13. Platz.

 Kenneth Stargardt belegte mit 4:44,75 min den 16. Platz.

### Massenstart
| Platz | Land | Sportler                 | Zeit        |
| ----- | ---- | ------------------------ | ----------- |
| 1     | CHN  | Yang Fan                 | 7:10,23 min |
| 2     | JPN  | Seitaro Ichinohe         | 7:11,45 min |
| 3     | RUS  | Wassili Puduschkin       | 7:12,83 min |
| 4     | JPN  | Toshihiro Kakui          | 7:13,10 min |
| 5     | KAZ  | Stanislaw Palkin         | 7:13,35 min |
| 6     | NOR  | Magnus Myhren Kristensen | 7:14,15 min |

Datum: 20. Januar

Teilnehmer aus deutschsprachigen Ländern:

 Manuel Vogl belegte mit 7:14,51 min den 8. Platz.

 Thomas Petutschnigg belegte mit 7:20,39 min den 13. Platz.

 Niklas Kamphausen belegte mit 7:30,34 min den 18. Platz.

 Kenneth Stargardt ist nach 10 Runden als letzter aus dem Rennen genommen wurden und belegte den 22. Platz.

## Frauen

### 500 m
| Platz | Land | Sportlerin           | Zeit    |
| ----- | ---- | -------------------- | ------- |
| 1     | KOR  | Jang Mi              | 81,68 s |
| 2     | CHN  | Shi Xiaoxuan         | 84,32 s |
| 3     | NOR  | Martine Lilløy Bruun | 87,51 s |
| 4     | NED  | Suzanne Schulting    | 87,72 s |
| 5     | GER  | Leia Behlau          | 88,13 s |
| 6     | KAZ  | Swetlana Malzewa     | 88,18 s |

Datum: 14. Januar

Weitere Teilnehmerin aus deutschsprachigen Ländern:

 Michelle Uhrig belegte mit 90,12 s den 9. Platz.

### 1500 m
| Platz | Land | Sportlerin          | Zeit        |
| ----- | ---- | ------------------- | ----------- |
| 1     | KOR  | Jang Mi             | 2:08,17 min |
| 2     | NED  | Sanneke de Neeling  | 2:09,54 min |
| 3     | JPN  | Sumire Kikuchi      | 2:11,33 min |
| 4     | CHN  | Fu Yuan             | 2:11,94 min |
| 5     | RUS  | Jelisaweta Kaselina | 2:12,90 min |
| 6     | RUS  | Marina Salnikowa    | 2:14,53 min |

Datum: 16. Januar

Teilnehmerin aus deutschsprachigen Ländern:

 Leia Behlau belegte mit 2:15,75 min den 8. Platz.

### 3000 m
| Platz | Land | Sportlerin                  | Zeit        |
| ----- | ---- | --------------------------- | ----------- |
| 1     | NED  | Sanneke de Neeling          | 4:37,33 min |
| 2     | JPN  | Rio Harada                  | 4:41,85 min |
| 3     | KOR  | Jang Su-ji                  | 4:42,72 min |
| 4     | RUS  | Jelisaweta Kaselina         | 4:44,45 min |
| 5     | CHN  | Fu Yuan                     | 4:47,52 min |
| 6     | POL  | Aleksandra Milena Kapruziak | 4:51,48 min |

Datum: 18. Januar

Teilnehmerin aus deutschsprachigen Ländern:

 Michelle Uhrig belegte mit 4:53,47 min den 7. Platz.

### Massenstart
| Platz | Land | Sportlerin          | Zeit        |
| ----- | ---- | ------------------- | ----------- |
| 1     | NED  | Sanneke de Neeling  | 6:01,06 min |
| 2     | KOR  | Jang Su-ji          | 6:01,13 min |
| 3     | JPN  | Sumire Kikuchi      | 6:01,24 min |
| 4     | RUS  | Jelisaweta Kaselina | 6:01,47 min |
| 5     | GER  | Michelle Uhrig      | 6:03,09 min |
| 6     | JPN  | Rio Harada          | 6:03,56 min |

Datum: 20. Januar

Weitere Teilnehmerin aus deutschsprachigen Ländern:

 Leia Behlau belegte mit 6:06,66 min den 8. Platz.